# Port lotniczy Maduraj
Port lotniczy Maduraj (IATA: IXM, ICAO: VOMD) – port lotniczy położony 13 km od Maduraju, w stanie Tamil Nadu, w Indiach.

## Linie lotnicze i połączenia
| Linia Lotnicza     | Kierunek                                                |
| ------------------ | ------------------------------------------------------- |
| Air India          | 1. Ćennaj                                               |
| Air India Express  | 1. Singapur (do 30 marca 2025)                          |
| IndiGo Airlines    | 1. Bengaluru 2. Ćennaj 3. Delhi 4. Hajdarabad 5. Mumbaj |
| SpiceJet           | 1. Ćennaj (od 30 marca 2025) 2. Dubaj                   |
| SriLankan Airlines | 1. Kolombo                                              |